# Саф'яни (село)
Саф'я́ни — село в Україні, в Ізмаїльському районі Одеської області. Адміністративний центр Саф'янівської сільської громади . Населення становить 2962 осіб.

## Населення і мова
Згідно з переписом 1989 року населення села становило 2920 осіб, з яких 1337 чоловіків та 1583 жінки.
За переписом населення 2001 року в селі мешкало 2956 осіб.
Мова
Розподіл населення за рідною мовою за даними перепису 2001 року:
| Мова       | Відсоток |
| ---------- | -------- |
| українська | 82,78 %  |
| російська  | 11,92 %  |
| болгарська | 2,77 %   |
| румунська  | 1,69 %   |
| циганська  | 0,57 %   |
| гагаузька  | 0,14 %   |
| білоруська | 0,03 %   |

## Аграрне виробництво
В селі розташоване виробництво ТОВ «Дунайський аграрій», яке на 2 000 гектарів органічної землі вирощує дині, овочі, фрукти, зернові культури та продукти тваринного походження.

## Історія
29 січня 2015 року у селі було знесено пам'ятник Леніну.
12 червня 2020 року, відповідно до Розпорядження Кабінету Міністрів України від № 724-р «Про визначення адміністративних центрів та затвердження територій територіальних громад Одеської області», увійшло до складу Саф'янівської сільської територіальної громади.
19 липня 2020 року, в результаті адміністративно-територіальної реформи і ліквідації Ізмаїльського (1940  – 2020) району, село увійшло до складу новоутвореного Ізмаїльського району.

## Відомі уродженці
- Порошенко Олексій Іванович (1936—2020) — український політик та бізнесмен, Герой України.

## Галерея

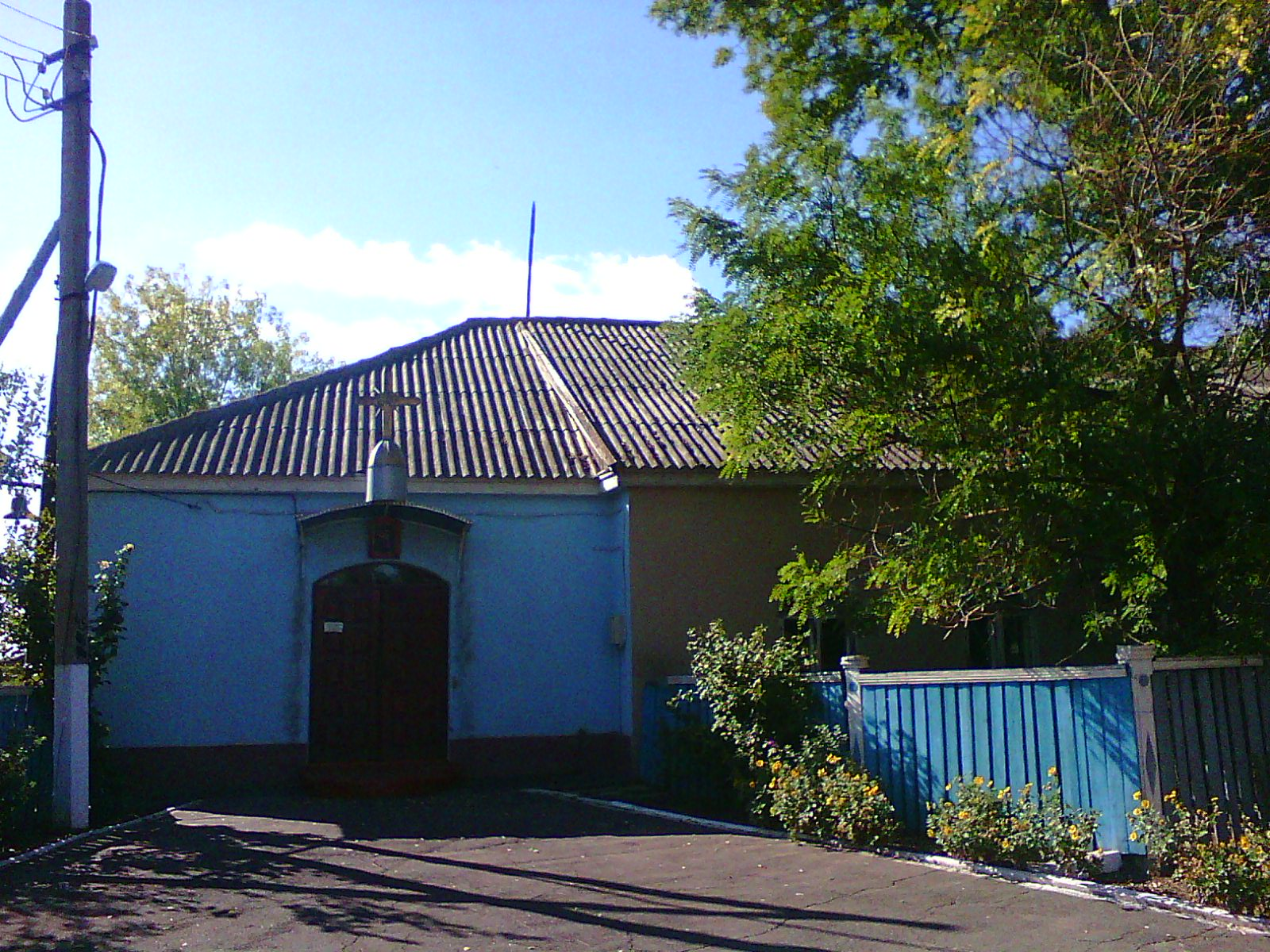
Православна церква
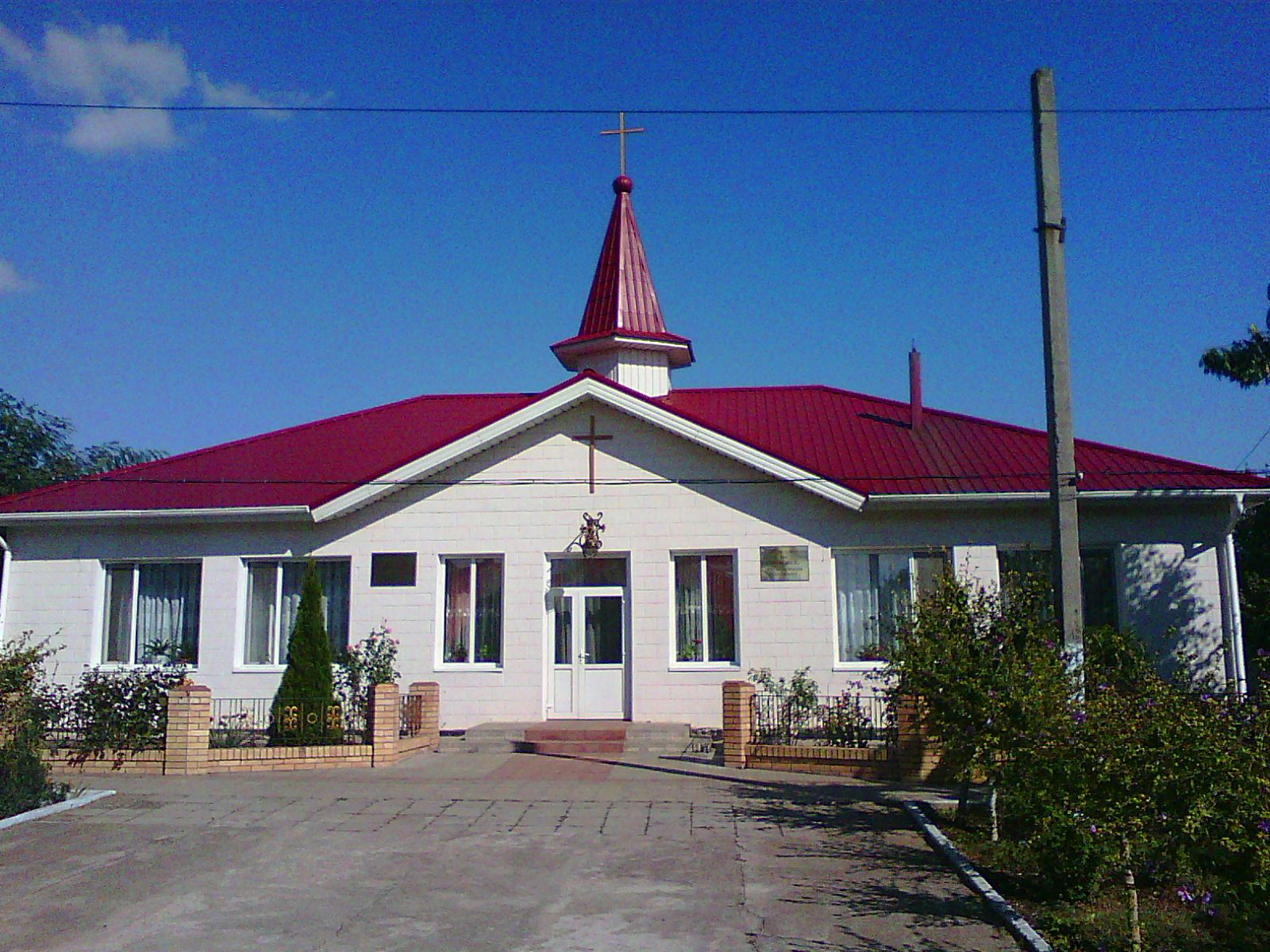
Баптистська церква
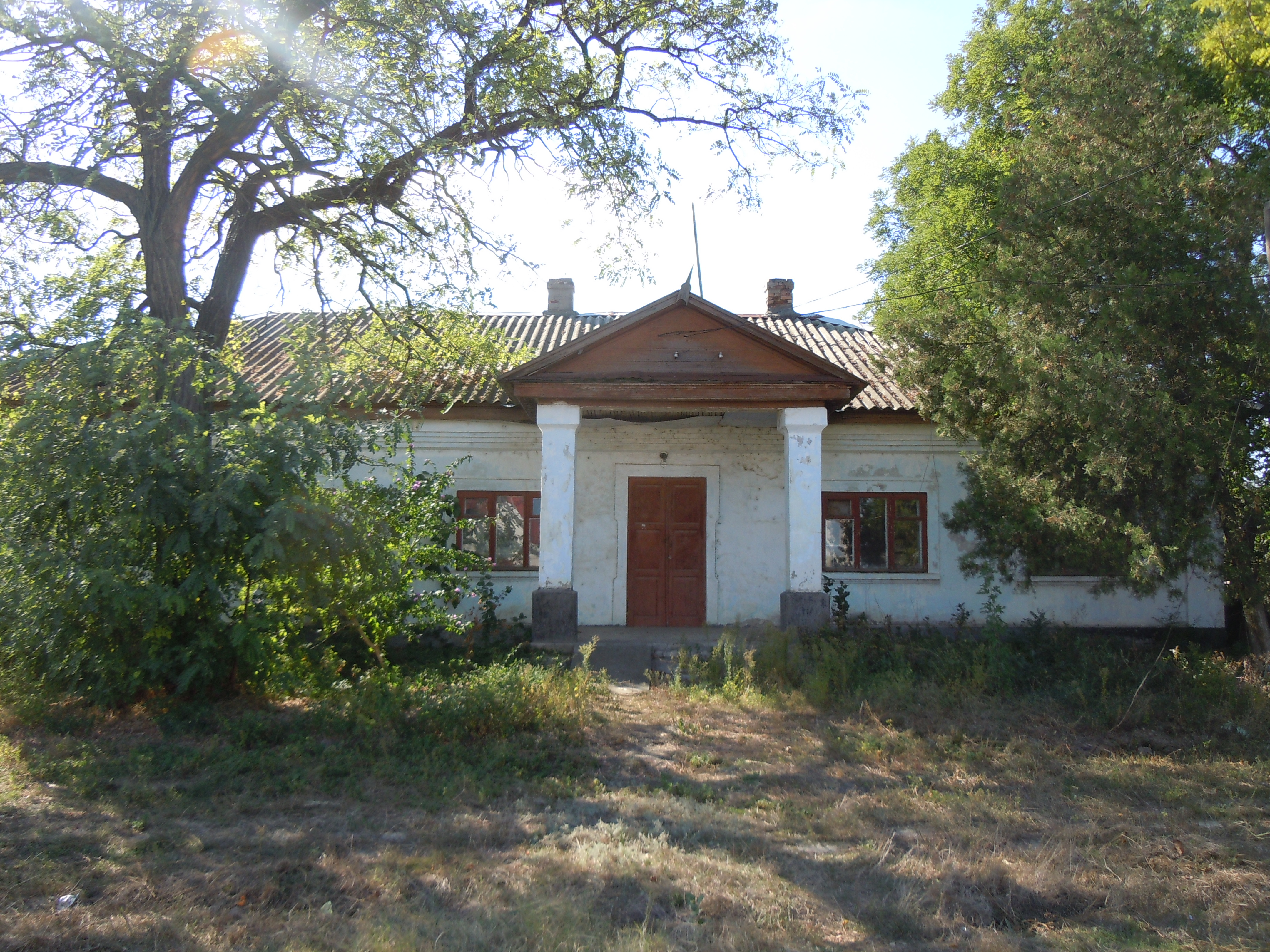
Старий будинок
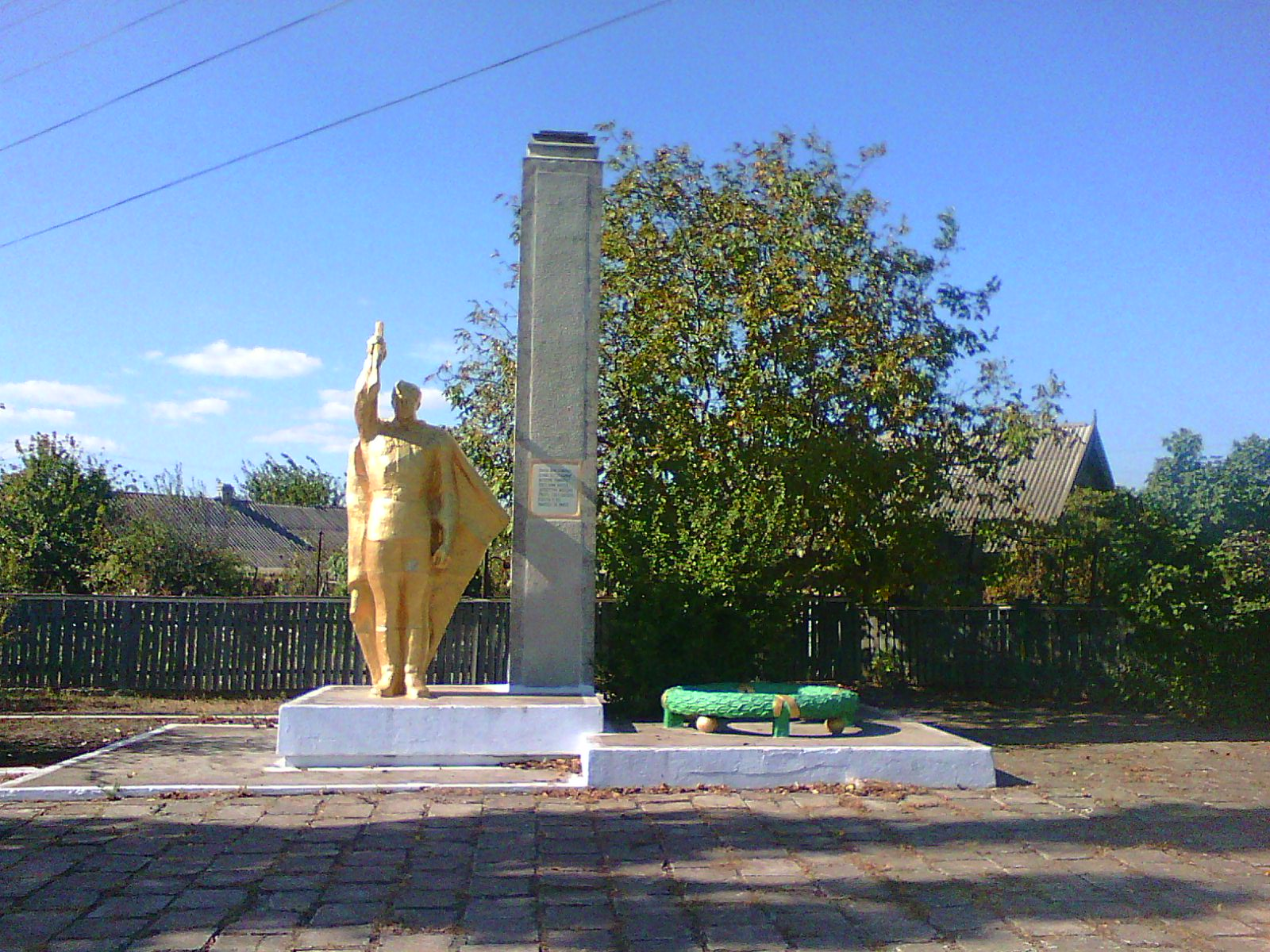
Пам'ятник учасникам Другої Світової війни